# Sofía Montenegro
Sofía Montenegro Alarcón (Ciudad Darío, Nicaragua, 1954) es una periodista, investigadora social y feminista nacida en Nicaragua.

## Biografía
Sofía Montenegro nació en 1954 en el departamento de Matagalpa, Nicaragua. Estudió periodismo en la Universidad Nacional Autónoma de Nicaragua y se unió al Frente Sandinista de Liberación Nacional (FSLN) en 1978. Luego del triunfo de la Revolución Sandinista en 1979, se convirtió en editora internacional del diario oficial Barricada, posición que mantuvo hasta 1984.
Durante este tiempo, Montenegro se convirtió en una de las más prominentes activistas feministas y escritoras de América Latina y viajó ampliamente por el continente americano, Europa y Asia. Estuvo a cargo de la página editorial de Barricada desde 1985 hasta 1989. En 1989 inauguró la publicación del segmento semanal "Gente" en el mismo diario.
En 1986 se convirtió en una de las principales organizadoras y fundadoras del Partido de la Izquierda Erótica (PIE). Ese mismo año participó en la gestoría para los Cabildos Abiertos de Mujeres para la elaboración de la Constitución Política de la República de Nicaragua (1986) y fue fundadora de la Cátedra de Género y Comunicación de la Facultad de Comunicación Social de la Universidad Centroamericana. Ha publicado varias obras y numerosos artículos. Su ensayo histórico Memorias del Atlántico le hizo ganadora del Premio Latinoamericano de Periodismo José Martí (La Habana, Cuba. 1987), además Co-ganadora junto a la productora francesa Anne Aghion del Premio Coral de Cine Documental por el Corto "Se le movió el piso: A portrait of Managua" (La Habana, Cuba. 1996)
Ha sido fundadora del Movimiento Autónomo de Mujeres de Nicaragua y es actualmente miembro de su comité de coordinación política.
Según ella misma, no tiene hijos «porque su etapa de reproducción la vivió en medio de la guerra, cuando el futuro de Nicaragua era sombrío y cuando quiso, ya no se podía».
Fundadora y actual Directora Ejecutiva del Centro de Investigación de la Comunicación.